# 朱凱翔
朱凱翔（1979年2月12日—）為臺灣廣播節目主持人、記者，主要經營網路頻道「不演了新聞台」。

## 經歷
曾任東森新聞台政治中心組長、中天新聞台政論節目《新聞深喉嚨》製作人，2019年5月與主持人平秀琳及團隊轉至東森新聞台，並擔任新節目《平論無雙》的製作人，2020年4月離辭。現為POP Radio聯播網DJ。

## 家庭
妻子為東森新聞台主播吳宇舒，二人於2013年結婚。2023年7月，女兒誕生。

## 爭議

### 酒後駕駛
2014年8月，朱凱翔酒後駕駛被警方查獲，後依公共危險罪予以緩起訴，須繳交11萬元緩起訴處分金，並上6小時道路交通安全講習。

### 性騷擾
2023年6月11日，雲林縣議員陳芳盈指控遭朱凱翔性騷擾，並表示自己不是唯一和第一個受害者。兩天後，另一名Z小姐指控2020年的6月21日在KTV遭到朱凱翔性騷擾。
6月14日，新北市議員陳乃瑜在臉書發文說自己曾被C名嘴性騷擾多年，還差點被性侵。同日，朱凱翔在「不演了新聞台」臉書粉絲頁以及陳乃瑜的貼文留言否認指控。

### 違反個資法
2021年12月10日，醫師侯君穎透過醫院的醫療資訊系統，查詢林秉樞的疫苗施打紀錄，再以手機翻拍螢幕畫面，並將翻拍照片上傳至LINE群組。陳菁徽在群組中取得照片後，再轉發至她與朱凱翔及其他人的LINE群組，並標註朱凱翔，表示可以使用照片或將照片提供給其他媒體記者。2天後，朱凱翔在「不演了新聞台」臉書粉絲專頁公開照片，讓不特定的網路使用者可以閱覽知悉並取得林秉樞的醫療個人特種資料，損害林秉樞的人格權、隱私權與個人資訊自決權。
2024年8月13日，台北地方法院一審判決，朱凱翔違反《個人資料保護法》之「非法利用個人資料罪」，判處5個月有期徒刑，可易科罰金。全案可上訴。

### 稱南部選民低端
2025年5月28日，朱凱翔在與國民黨立委葉元之錄製節目時，談及2021年核四重啟公投未通過，批評南部選民灌票並直言：「都是南部的低端在那邊灌票」。葉元之當時坐在一旁未出聲回應。